# بیست و چهار ژنرال تاکدا

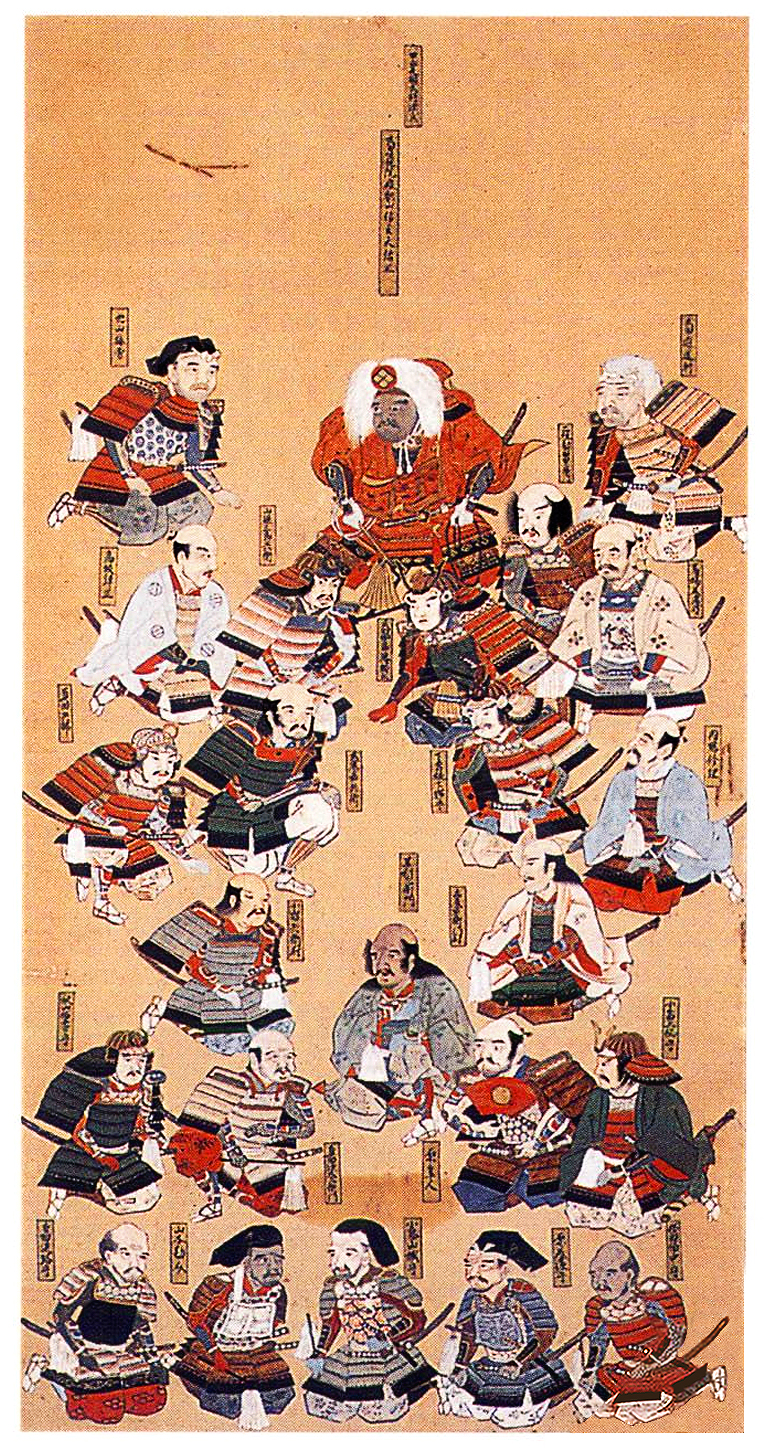

۲۴ ژنرال تاکدا شینگن (به ژاپنی: 武田二十四将, Takeda Nijūshi-shō) تنها گروهی از انبوه فرماندهان نبرد مشهور در دوره سنگوکو ژاپن بودند. این بیست و چهار تن مورد اعتمادترین فرماندهان تاکدا شینگن بودند. یک سوم از آنها در نبرد ناگاشینو در ۱۵۷۵ کشته شدند در این نبرد آنها به رهبری تاکدا کاتسویوری (پسر تاکدا شینگن) در برابر اودا نوبوناگا جنگیدند.
فرماندهان نظامی نشان داده شده در تصویرهای ۲۴ ژنرال بسته به کتاب متفاوت هستند، اما در همه تصویرها شینگن به عنوان یک ژنرال به حساب می‌آید، بنابراین تنها ۲۳ فرمانده نظامی به تصویر کشیده شده‌اند. علاوه بر این، برخی از آنها دارای ۲۲ ژنرال، ۱۴ ژنرال و ۱۲ ژنرال هستند و برخی دیگر در اطراف تاکدا کاتسویوری و نوبوتاکا متمرکز هستند. نام فرماندهان نظامی به تصویر کشیده شده نیز بر اساس کویو گونکان و منابع دیگر است، بنابراین ممکن است با اسامی واقعی تأیید شده در اسناد متفاوت باشد. همچنین، تناقضات زمانی نیز وجود دارد. ایتاگاکی نوبوکاتا  که در نبرد اوئه‌داهارا در سال ۱۵۴۸ کشته شد در تصویر دیده می‌شود و این در حالی است که آماری تورایاسو و سانادا ماسایوکی، که از اواخر عصر شینگن تا عصر تاکدا کاتسویوری فعالیت می‌کردند هم همراه با او هستند.
- آماری تورایاسو
- هارا توراتانه
- ایچیجو نوبوتاتسو
- آکی‌یاما نوبوتومو
- آنایاما نوبوکیمی
- بابا نوبوهارو
- هارا ماساتانه
- ایتاگاکی نوبوکاتا
- کوساکا ماسانوبو
- نایتو ماساتویو
- اوباتا ماساموری
- اوباتا توراموری
- اوبو توراماسا
- اویامادا نوبوشیگه
- سائه‌گوسا ماساسادا
- سانادا نوبوتسونا
- سانادا یوکیتاکا
- تادا میتسویوری
- تاکدا نوبوکادو
- تاکدا نوبوشیگه
- تسوچیا ماساتسوگو
- یاماگاتا ماساکاگه
- یاماموتو کانسوکه
- یوکوتا تاکاتوشی

## نگارخانه

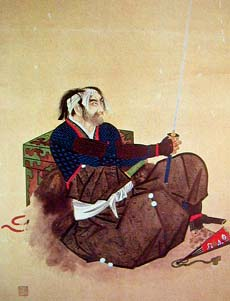
آکی‌یاما نوبوتومو
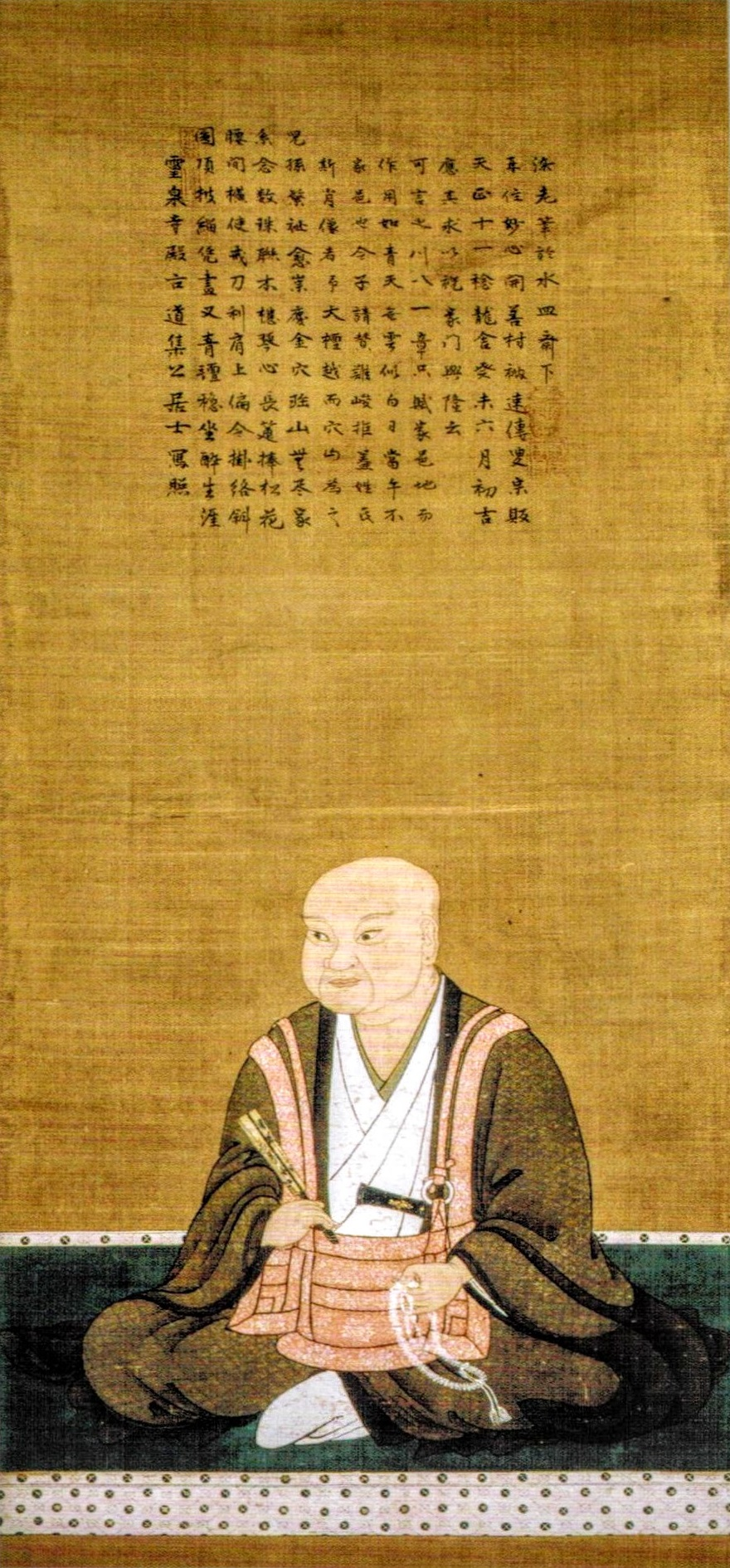
آنایاما نوبوکیمی
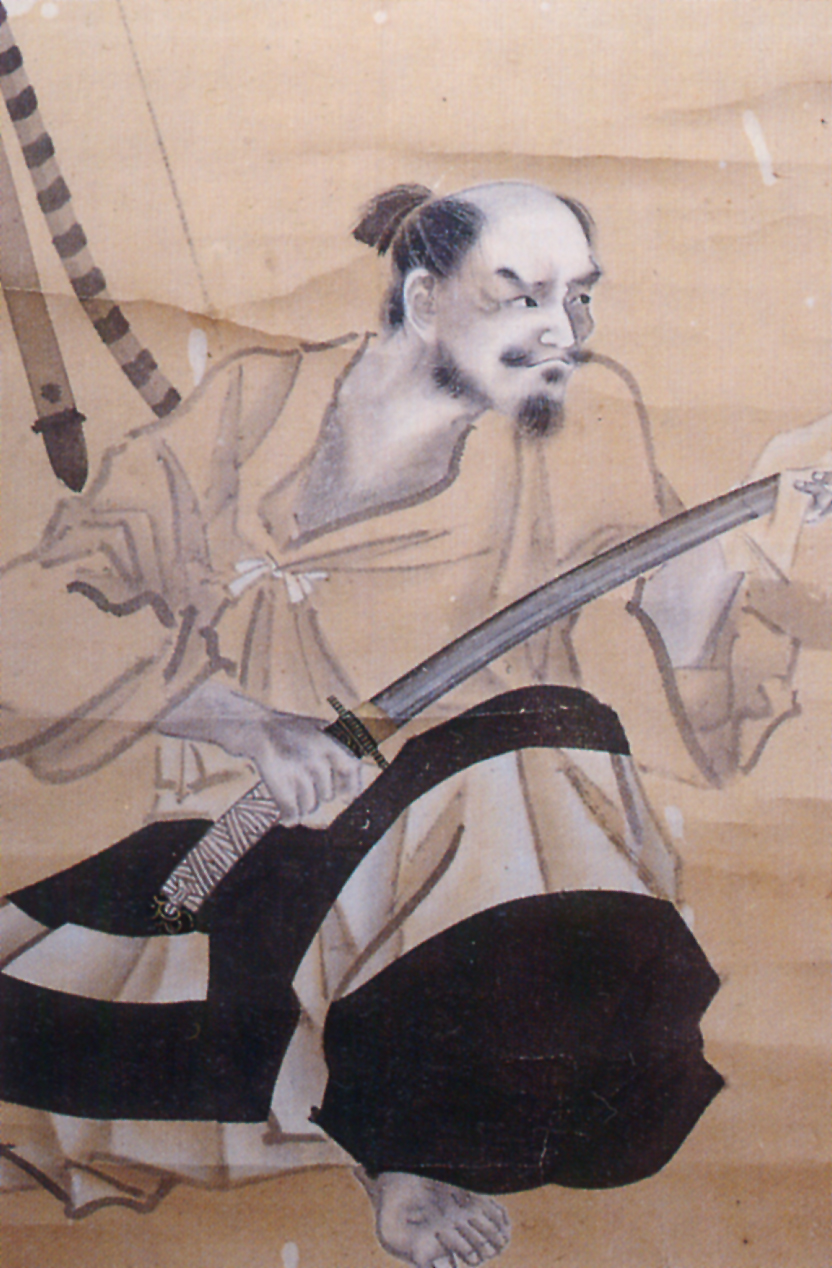
بابا نوبوهارو
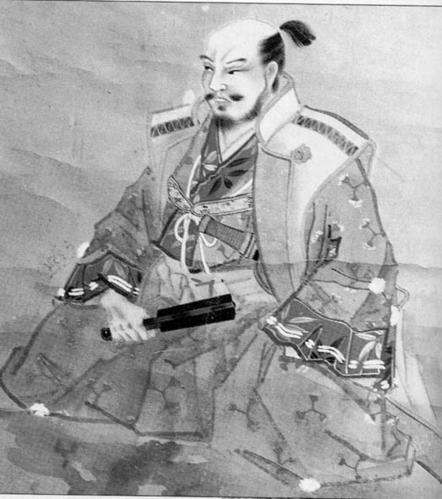
هارا ماساتانه
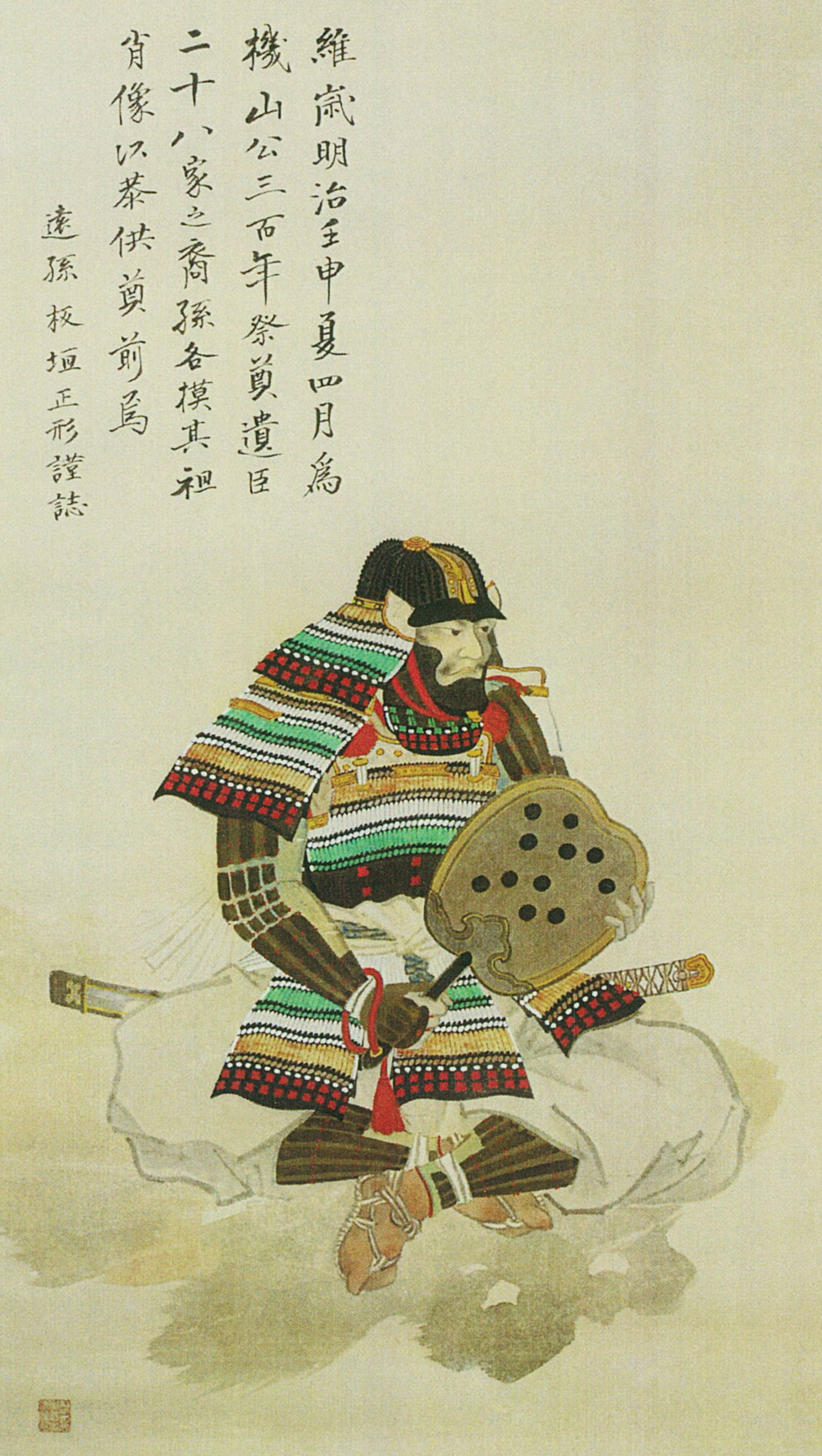
ایتاگاکی نوبوکاتا
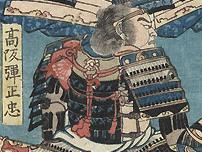
کوساکا ماسانوبو
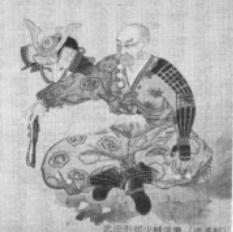
تاکدا نوبوکادو
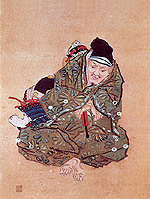
اوباتا توراموری
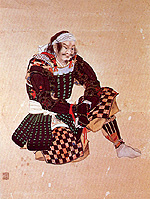
سائه‌گوسا ماساسادا
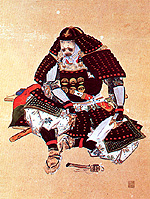
سانادا نوبوتسونا
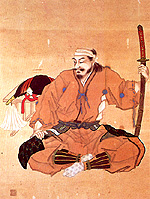
Sone Msayo
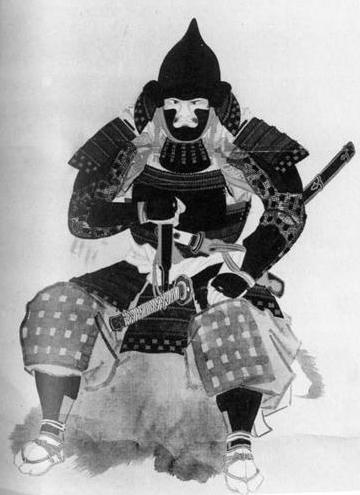
تادا میتسویوری
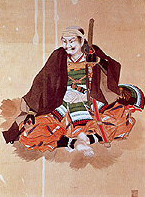
تسوچیا ماساتسوگو
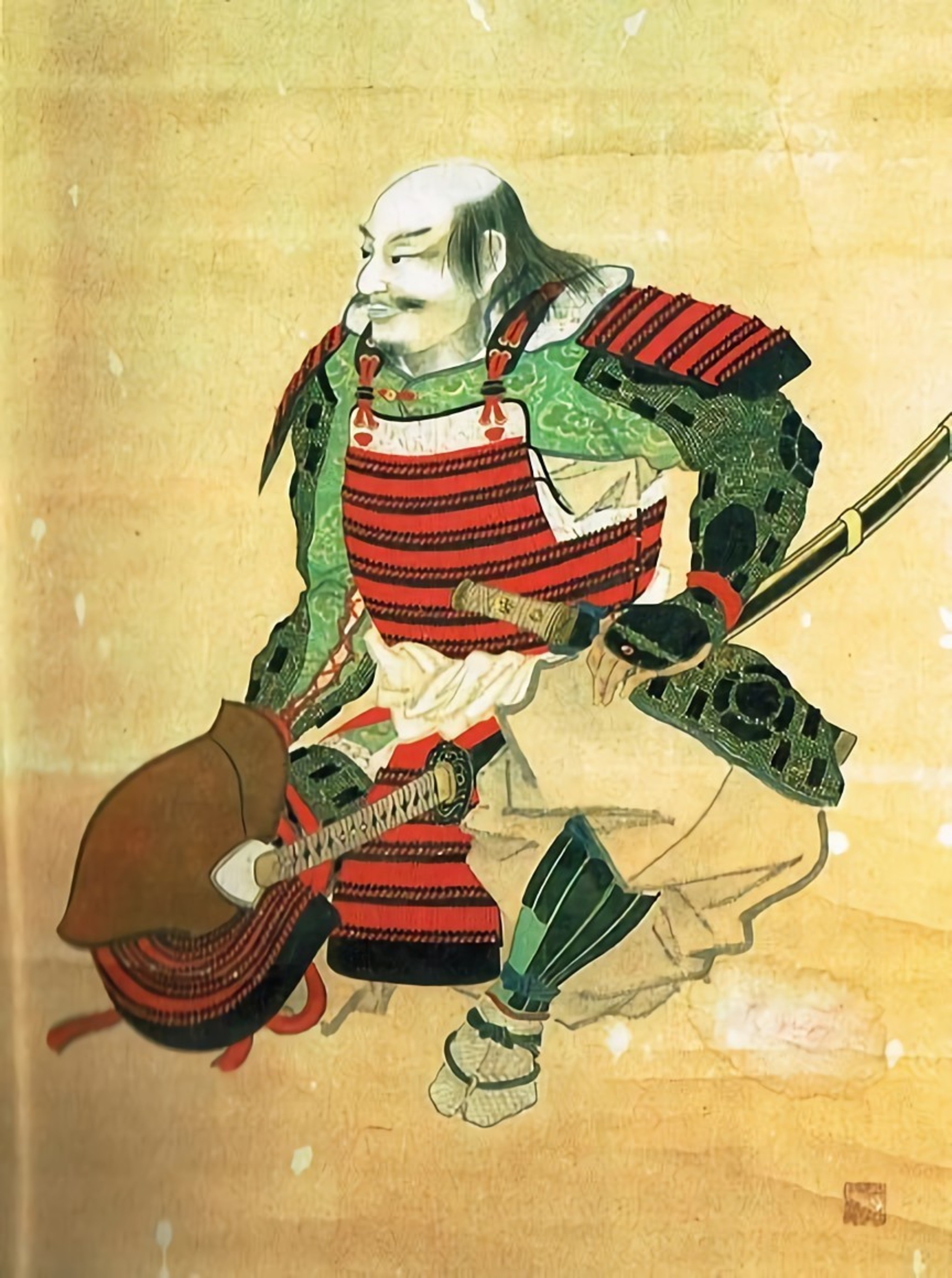
نایتو ماساتویو
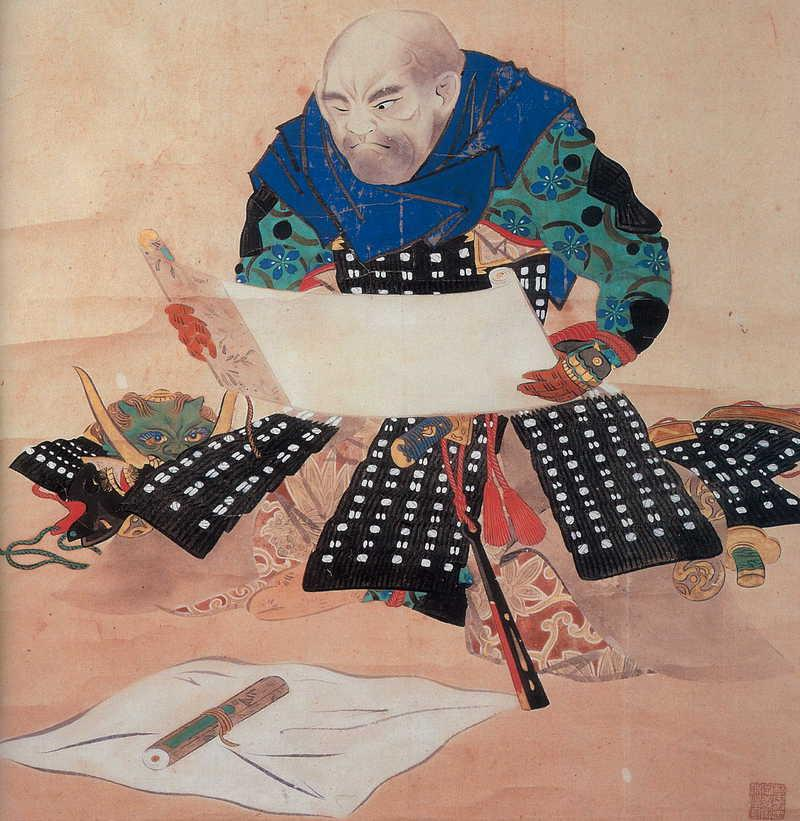
یاماموتو کانسوکه
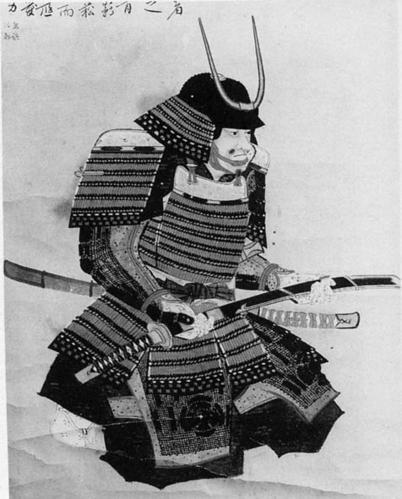
یوکوتا تاکاتوشی